# Octomeria lithophila
Octomeria lithophila  (лат.) — вид однодольных растений рода Octomeria семейства Орхидные (Orchidaceae). Растение описано бразильским ботаником Жуаном Барбоза Родригисом в 1882 году.

## Распространение, описание
Эндемик Бразилии, произрастающий на юго-востоке страны.
Эпифитное (по другим данным — литофитное) растение. Лист округлый, толщиной до 2 мм в верхней части.

## Систематика
Синонимичное название (базионим) — Gigliolia lithophila Barb.Rodr., 1877. В 1882 году вид был включён в состав рода Octomeria.